# Khaled Al-Rashidi
Khaled Al-Rashidi (arabe : خالد الرشيدي), né le 20 avril 1987 à Koweït City au Koweït, est un footballeur international koweïtien.
Il évolue actuellement au poste de gardien de but avec le club de Qadsia.

## Biographie

### Sélection
Khaled Al-Rashidi est convoqué pour la première fois en 2006 contre Bahreïn, sans entrer en jeu.
Il dispute deux coupe d'Asie : en 2011 et 2015. Il ne joue pas de matchs lors de l'édition 2011 ni lors de l'édition 2015.
Au total, il compte 23 sélections en équipe du Koweït depuis 2010.

## Palmarès

### En club
- Al-Arabi :
  - Vainqueur de la Coupe Crown Prince du Koweït en 2012
  - Vainqueur de la Supercoupe du Koweït en 2012

### En sélection nationale
- Vainqueur du Championnat d'Asie de l'Ouest en 2010